# Los amantes del círculo polar
Los amantes del círculo polar es una película dramática española dirigida por Julio Medem y protagonizada por Najwa Nimri y Fele Martínez. Estrenada el 4 de septiembre de 1998, ganó dos premios Goya en 1999.
La trama se centra en la historia de Otto y Ana desde que se conocen a los 8 años hasta que vuelven a reencontrarse en la Laponia finlandesa, en el límite del círculo polar ártico bajo el sol de medianoche. El argumento contiene elementos típicos en la filmografía de Medem, como el romance, la muerte, el destino, la naturaleza, el círculo de la vida y las coincidencias de la misma. La película obtuvo críticas positivas.

## Argumento
El argumento de la película se compone de una trama circular en el que los dos personajes cruzan sus vidas de manera paralela y se desarrolla desde el momento en el que Otto y Ana (Peru Medem y Sara Valiente) se conocen por casualidad, él al ir tras de un balón, mientras que Ana corre negando la muerte de su padre, aparte de que ambos nombres son palíndromos. 
Tras el fallecimiento de su marido, la madre de Ana (Maru Valdivielso) se casa con el padre de Otto (Nancho Novo). Aunque Ana cree que la aparición de Otto es la reencarnación de su padre, los dos empiezan a enamorarse hasta que mantienen una relación íntima a pesar de ser hermanastros (Víctor Hugo Oliveira y Kristel Díaz).
Pero por razones trágicas, ambos se separan y siguen caminos distintos. Otto (Fele Martínez) consigue trabajo como piloto de paquetería aérea y Ana (Najwa Nimri) se muda a Rovaniemi, Finlandia, y deja atrás su pasado y a sus amantes con la esperanza de volver a ver a su verdadero amor.

## Reparto
| Intérprete             | Personaje                       |
| ---------------------- | ------------------------------- |
| Najwa Nimri            | Ana                             |
| Fele Martínez          | Otto                            |
| Nancho Novo            | Álvaro                          |
| Maru Valdivielso       | Olga                            |
| Peru Medem             | Otto                            |
| Sara Valiente          | Ana                             |
| Víctor Hugo Oliveira   | Otto                            |
| Kristel Díaz           | Ana                             |
| Pep Munné              | Javier                          |
| Jaroslaw Bielski       | Álvaro mediana edad             |
| Rosa Morales           | Sofía                           |
| Joost Siedhoff         | Otto mediana edad               |
| Beate Jensen           | Madre de Otto                   |
| Petri Heino            | Aki                             |
| Outi Alanen            | Mensajera                       |
| María Isasi            | Dependienta                     |
| Ángela Castilla        | Casera pensión                  |
| Luz Nicolás            | Chica 1                         |
| Concha Salinas         | Chica 2                         |
| Elena Lombao           | Chica 3                         |
| Montse Mostaza         | Chica 4                         |
| Francisco José Mercado | Alumno 1                        |
| J. Christoffer Slotte  | Hombre en la calle en Rovaniemi |
|                        |                                 |

## Producción y localizaciones
La película fue rodada en Madrid (Plaza Mayor, Grupo Escolar Francisco Giner, Dehesa de la Villa y calle de Vallehermoso) y en varios municipios de Finlandia.
La producción de Medem está basada en una experiencia amorosa que tuvo el cineasta cuando era adolescente y estaba enamorado de su vecina. En la misma se incluye una referencia a sus parientes, su madre era vasca y su padre alemán, en la escena un granjero vasco rescata a un soldado de la Luftwaffe durante los tiempos de la Guerra Civil. Según Medem, era una manera de juntar los dos lados de su familia.

## Recepción
XIII edición de los Premios Goya
| Categoría                 | Persona          | Resultado |
| ------------------------- | ---------------- | --------- |
| Mejor actriz protagonista | Najwa Nimri      | Candidata |
| Mejor guion original      | Julio Medem      | Candidato |
| Mejor música original     | Alberto Iglesias | Ganador   |
| Mejor montaje             | Iván Aledo       | Ganador   |

Medallas del Círculo de Escritores Cinematográficos de 1998
| Categoría     | Persona    | Resultado |
| ------------- | ---------- | --------- |
| Mejor montaje | Iván Aledo | Ganador   |

Otros premios
Julio Medem recibió el Premio del Público en el Festival Internacional de Cine de Atenas y a la Mejor película de habla latina en el Festival de Gramado. La película ganó dos Ondas a la mejor película y a la mejor actriz para Najwa Nimri.